# 73342 Гуюнуса
73342 Гуюнуса (73342 Guyunusa) — астероїд головного поясу, відкритий 4 травня 2002 року.
Тіссеранів параметр щодо Юпітера — 3,185.